# HD 189
HD 189 — звезда, которая находится в созвездии Кит на расстоянии около 420 световых лет от нас.

## Характеристики
HD 189 — звезда 8,560 величины, не видимая невооружённым глазом. Впервые в астрономической литературе она упоминается в каталоге Генри Дрейпера, изданном в начале XX века. Это жёлто-белый карлик, имеющий массу, равную 1,17 массы Солнца. Возраст звезды оценивается приблизительно в 4,3 миллиарда лет. Планет в данной системе пока обнаружено не было.